# Novorođenačka žutica
Novorođenačka žutica ili neonatalna žutica jedno je od najčešćih stanja kod novorođenih beba, koje se manifestuje žutom bojom kože i beonjača i uzrokovana je povećanim nivoom bilirubina u cirkulaciji — stanje poznato kao hiperbilirubinemija. Za većinu beba, rana žutica je bezopasna, mada ponekad, neke bebe mogu imati i veoma visok nivo bilirubina, koji može biti štetan ako se pravovremeno ne leči.
Dijagnostika i sama procena žutice mogu biti nejasni, posebno kod beba sa tamnijom bojom kože. Kada se dijagnostifikuje žutica, važno je pravilno odrediti vremena i načine lečenja, uključujući i primenu fototerapije i eksangvinotransfuzije. Tokom lečenja i nege noovorođenčeta treba voditi računa i o dobroj komunikacija između roditelja i lekara i sve vreme poštovati savremene preporuke Sveteske zdravstvene organizacije.

## Epidemiologija
Oko 60% terminskih i 80% preterminskih beba razvije žuticu u prvoj nedelji života, a kod oko
10% beba koje sisaju, žutica traje do 1. meseca.

## Patofiziologija
Nivo bilirubina u serumu potrebna za izazivanje žutice varira od tonusa kože i regije tela, ali žutica obično postaje vidljiva na beonjaći kod nivoa od 2 do 3 mg/dL (34 do 51 mcmol/L) i na licu na oko 4 do 5 mg/dl (68 do 86 mcmol/L). S povećanjem nivoa bilirubina, žutica napreduje u smeru od glave do stopala, i pojavljuje se na pupku kada je oko 15 mg/dL (258 mcmol/L), a na stopalima kada je oko 20 mg/dL (340 mcmol/L).
Kod nešto više od polovine svih živorođenih novorođenčadi žutica postaje vidljiva u prvoj nedelji života. Kako gotovo sva hiperbilirubinemija u neposrednom neonatalnom periodu nije korigovana, ona se naziva indirektna bilirubinemija, dok se na osnovu starijih laboratorijskih metoda merenja; korigovana bilirubinemija naziva direktna bilirubinemija.
Većina bilirubina nastaje nakon raspada hemoglobina na nekorigovani bilirubin (i ostale materije). Nekorigovani bilirubin vezuje se za albumin u krvi radi transporta u jetru, u kojoj ga luče hepatociti i koriguju s glukuronskom kiselinom uz pomoć enzima uridin difosfoglukonurat glukuronosiltransferaza (akronim UGT) kako bi bio rastvorljiv u vodi. Konjugovani bilirubin se potom izlučuje putem žuči u dvanaestopalačno crevo. Kod odraslih osoba konjugovani bilirubin se redukuje od strane crevnih bakterija do urobilina i izlučuje. Kako neonatusi, međutim, imaju manje bakterija u svom digestivnom traktu, u njihovom telu se manje bilirubina pretvara u urobilin i izlučuje. Takođe imaju i enzim beta-glukuronidazu, koji dekonjuguje bilirubin, tako da se nekonjugovani bilirubin može ponovo apsorbovati i vratiti u cirkulaciju.

### Faktori rizika
Hiperbilirubinemija može biti uzrokovana pod uticajem jednog ili više navedenih činilaca:
- Povećana proizvodnja
- Smanjeni jetreni unos
- Smanjena konjugacija
- Poremećeno izlučivanje
- Smanjen protok žuči (holestaza ili zastoj žuči)
- Pojačana enterohepatična cirkulacija.[5]

| Mehanizam                                       | Uzroci |
| ----------------------------------------------- | --- |
| Mešovita prekomerna proizvodnja i podsekrecija  | - Asfiksija - Intrauterusne infekcije - Dijabetes kod majki - Respiratorni distres sindrom - Sepsa - Teška eritroblastoza fetalis - Sifilis - TORCH infekcije (toksoplazmoza, drugi patogeni, rubeola, citomegalovirus i herpes simpleks) |
| Pojačana enterohepatička cirkulacija            | - Majčino mlijeko (žutica majčinog mlijeka) - Zatajenje dojenja (žutica dojenja) - Lekovima izazvan paralitički ileus (magnezijum sulfat ili morfin) - Post ili drugi uzrok hipoperistaltike - Hirschsprung bolest - Intestinalna atrezija ili stenoza, uključujući prstenasti pankreas - Mekonijum ileus ili sindrom mekonijumskih čepova - Pilorična stenoza - Progutana krv         |
| Prekomerna proizvodnja                          | - Raspad ekstravavaskularne krvi (npr hematomi; petehije ili plućna, cerebralna ili okultna krvarenja) - Policitemija usled maternofetalne ili fetofetalne transfuzije ili zakasnelo podvezivanje pupčane vrpce |
| Prekomerna produkcija zbog hemolitičke anemije  | - Određeni lekovi i agensi u novorođenčadi s nedostatkom G6PD (npr acetaminofena, alkohol, antimalarici, aspirin, Bupivakain, kortikosteroidi, diazepam, nitrofurantoin, oksitocin, penicilin, fenotiazina, sulfonamidi) - Nekompatibilnost maternofetalne krvne grupe (npr. Rh, ABO) - Nedostatak enzima u eritrocitima (npr G6PD ili piruvat kinaza) - Sferocitoza - Alfa-talasemija |
| Podsekrecija zbog bilijarne opstrukcije         | - Nedostatak antitripsina alfa-1 * - Bilijarna atrezija - Holedohalna cista - Cistična fibroza (insistirana žuč) - Dubin-Johnsonov sindrom i Rotorov sindrom - Parenteralna ishrana - Tumor ili kompresija (spoljašnja opstrukcija) |
| Podsekrecija zbog metaboličko-endokrinih stanja | - Crigler-Najjar sindrom (porodična nehemolitička žutica tipa 1 i 2) - Lekovi i hormoni - Gilbertov sindrom - Hipermetioninemija - Hipopituitarizam i anencefalija - Hipotireoza - Lucey-Driscoll sindrom - Dijabetes kod majki - Nezrelost - Tirozinoza |

## Etiologija
Postoji nekoliko načina klasifikacije i diskusije o uzrocima hiperbilirubinemije. Budući da je prolazna žutica česta kod zdravih novorođenčadi (za razliku od odraslih, kod kojih žutica uvek znači poremećaj), hiperbilirubinemija se može klasifikovati kao fiziološka ili patološka. Može se klasifikovati i kao nekorigovana hiperbilirubinemija, korigovana ili oboje. Također se može klasifikovati po mehanizmu.
Većina slučajeva novorođenačke žutice uključuje nekorigovanu hiperbilirubinemiju, dok disfunkcija jetre (npr uzrokovana parenteralnom alimentacijom koja uzrokuje holestazu, neonatalnu sepsu, neonatalni hepatitis) može izazvati korigovanu ili mešanu hiperbilirubinemiju.
Neki od najčešćih uzroka neonatalne žutice su: 
- fiziološku hiperbilirubinemiju,
- fiziološku žuticu dojenja,
- žutica majčinog mleka,
- patološka hiperbilirubinemija usled hemolitičke bolesti

Disfunkcija jetre (npr uzrokovana parenteralnom alimentacijom koja uzrokuje holestazu, neonatalnu sepsu i neonatalni hepatitis) može izazvati korigovanu ili mešanu hiperbilirubinemiju.

### Fiziološka hiperbilirubinemija
Fiziološka hiperbilirubinemija javlja se kod gotovo svih novorođenčadi, na šta utiče:
- kraći životni vek neonatalnog RBC-a koji povećava proizvodnju bilirubina;
- narušena koaugacija usled nedostatka UGT što smanjuje klirens bilirubinja;
- nizak nivo bakterija u crevima u kombinaciji sa povećanom hidrolizom korigovanog bilirubina povećava enterohepatičku cirkulaciju.

Nivo bilirubina kod ovog oblika žutice može porasti do 18 mg/dL (308 mcmol/L) za 3 do 4 dana života (7 dana kod azijske novorođenčadi) i nakon toga pasti.

### Fiziološka žutica dojenja
Žutica dojenja razvija se kod jednod od šest novorođenčadi na dojenju tokom prve nedelje života. Dojenje povećava enterohepatičku cirkulaciju bilirubina kod nekih novorođenčadi koja imaju smanjen unos mleka i koja takođe imaju dehidraciju ili nizak unos kalorija. Pojačana enterohepatična cirkulacija takođe može biti posledica smanjenog broja crijevnih bakterija koja pretvaraju bilirubin u neresorbovane metabolite.

### Žutica majčinog mleka
Žutica majčinog mleka razlikuje se od žutice kod dojenja. Razvija se nakon prvih 5 do 7 dana života novorođenčeta i traje oko 2 nedelje. Smatra se da je uzrokovana povećanom koncentracijom beta-glukuronidaze u majčinom mleku, što uzrokuje porast dekoagacije i reapsorpciju bilirubina.

### Patološka hiperbilirubinemija
Patološka hiperbilirubinemija kod novorođenčadi dijagnostikuje, u sledećim situacijama:
- Ako se žutica pojavljuje u prva 24 sata, nakon prve nedelje života, ili traje > 2 nedelje
- Kada ukupni serumski bilirubin poraste za > 5 mg/dL/dan (> 86 mcmol/L/dan)
- Ako je ukupni serumski bilirubin > 18 mg/dL (> 308 mcmol/L/dan)
- Ako odojče pokazuje simptome ili znake ozbiljne bolesti

Neki od najčešćih uzroka patološke novorođenačka žutice su:
- Imuna i neimuna hemolitička anemija
- Resorpcija hematoma
- Sepsa
- Hipotireoza

## Klinička slika
Novorođenačka žutica prvo postaje vidljiva na licu i čelu, a potom žutica postepeno postaje vidljiva na trupu i ekstremitetima. Kod većine novorođenčadi žuta boja je jedini nalaz na fizičkom pregledu.
Intenzivnija žutica može biti povezana sa pospanošću i neurološkim znacima (promena mišićnog tonusa, napadaji ili promenljiv plač). Pojava hepatosplenomegalije (uvećanje jetre), petehije i mikrocefalija mogu biti povezane sa hemolitičkom anemijom, sepsom i urođenim infekcijama.
Hepatitis (npr neonatalna rubeola, CMV, toksoplazmoza) i bilijarna atrezija mogu da uzrokuju povišeni nivo korigovanog bilirubina u krvi kod deca koja imaju izraženu žuticu, bledu stolicu i tamnu mokraću. Ovi znaci i simptomi se obično pojavljuje u trećoj nedelji života.

## Dijagnoza
Dijagnoza novorođenačke žutice postavlja se u svim slućajevima kada se posumnja na hiperbilirubinemiju, na osnovu boje kože i sluzokoža deteta i potvrđuje se merenjem bilirubina u serumu. U poslednje vreme sve više se koriste neinvazivne tehnike za transkutano merenje nivoa bilirubina u novorođenčadi, s dobrom korelacijom dobijenom merenjem bilirubina u serumu.

### Istorija bolesti
U istoriju postojeće bolesti treba imati na umu starost deteta, početka i trajanje žutice. Važni pridruženi simptomi uključuju letargiju i loše hranjenje (što ukazuje na mogući kernikterus) koji može napredovati do stupora, hipotonije ili napada i na kraju do hipertonije. Obrasci hranjenja mogu nagovestiti mogući neuspešno dojenje. U tom smislu istorija bolesti treba obavezno uključivati podatke o tome:
- kako se novorođenče hrani,
- količina i učestalost stvaranja mokraća i stolica (što može da ukaže na loš podoj),
- koliko dobro se novorođenče hvata za dojku ili uzima cuclu iz bočice,
- da li majka oseća da dete sisa mleko odnosno da li novorođenče guta tokom hranjenja,
- da li se majci čini da je dete sito nakon hranjenja.

Lična anamneza — trebalo bi da se usredotočiti na:
- majčine infekcije (toksoplazmoza, drugi patogeni, rubeola, citomegalovirus i herpes simpleks infekcije), poremećaje koji mogu izazvati ranu hiperbilirubinemiju (dijabetes kod majke),
- majčinski Rh faktor i krvne grupe (nepodudarnost maternofetalne krvne grupe)
- istoriju dugotrajnog ili teškog porođaja (trauma hematoma ili forcepsa).

Porodična anamneza — trebo bi da da podatke o poznatim naslednim poremećaje koji mogu izazvati žuticu, uključujući nedostatak G6PD ili drugi enzima eritrocita i sferocitozu, kao i bilo koji podatak iz istorije braće i sestara koji su imali žuticu.
Posebno treba zabeležiti podatke o lekovima koje je uzimala majka, a koji mogu promovisati žuticu npr. Ceftriakson, sulfonamidi (koji ne podstiču žuticu nego umesto toga dovode do potencijalno veće štete na nižim izmerenim nivoima bilirubina jer istiskuju bilirubin iz albumina povećavajući udeo slobodnog bilirubina) i antimalarijski lekovi

### Fizički nalazi u neonatalnoj žutici
Pregledom po sistema treba potražiti uzroke simptoma, uključujući respiratorne tegobe, povišenu temperaturu i razdražljivost ili letargiju (sepsa); hipotoniju i loše hranjenje (hipotireoza, poremećaj metabolizma); i ponavljane epizode povraćanja (crevna opstrukcija).
Opšti testovi
| Nalazi                                      | Vreme nastanka žutice                                               | Uzrok |
| ------------------------------------------- | ------------------------------------------------------------------- | --- |
| Groznica, tahikardija, respiratorni distres | Prva 24 časa Akumulira > 5 mg/dL/ dan (> 86 mcmol/L/dan)            | Pneumonija, toksoplazmoza, sepsa |
| Letargija, hipotonija                       | Može se pojaviti u prvih 24–48 časa Može se produžiti (> 2 nedelje) | Hipotireoza, poremećaj metabolizma |
| Macrozomija                                 | 24–48 časa Može se akumulirati > 5 mg/dL (> 86 mcmol/L)             | Dijabetes kod majki |
| Petehije                                    | Prva 24 časa Akumulira > 5 mg/dL (> 86 mcmol/L)                     | Hemolitička stanja (npr nekompatibilnost maternofetalne krvne grupe, nedostatak eritrocitnih enzima, nasledna sferocitoza, talasemija, sepsa ) |
| Pletora                                     | Prva 24 časa Akumulira > 5 mg/dL (> 86 mcmol/L)                     | Maternofetalna ili fetofetalna transfuzija, kašnjenje stezanja pupčane vrpce                                                                   |

Prilikom pregled glave i vrata treba obratiti pažnju na modrice i otok vlasišta koje može biti posledica cefalohematoma. Ovim pregledom može se otkriti i dvostrana nagnuta palpebralna pukotina, ravan nazalni most, makroglosija, spljošteni očni otvor.
Pluća se ispituju na promene disajnog šuma (upala pluća).
Trbuh se ispituje na napetost (abdominalna distenzija), prisutnost uvećane mase (hepatosplenomegalija), redukciju crevnih zvukova i bol (znaci crevne opstrukcije).
Neurološki pregled se zasniva na utvrđivanju znakove hipotonije ili slabosti muskulature (metabolički poremećaj, hipotireoza, sepsa).

## Terapija
Terapija hiperbilirubinemije usmerena je ka osnovnom poremećaju, i možda biti dopunjena i lečenju hiperbilirubinemije.

### Fiziološka žutica
Fiziološka žutica obično nije klinički značajna i nestaje u roku od nedelju dana. Učestalo hranjenje može smanjiti učestalost i ozbiljnost hiperbilirubinemije povećanjem pokretljivosti gastrointestinalnog trakta i učestalosti stolice, čime se minimizira enterohepatička cirkulacija bilirubina.

### Žutica dojenja
Žutica dojenja može se sprečiti ili smanjiti povećavanjem učestalosti hranjenja. Ako nivo bilirubina i dalje raste > 18 mg/dL (> 308 mcmol/L) kod novorođenčadi sa ranom žuticom dojenja, privremena promena sa majčinog mleka na veštačko može biti prikladna; fototerapija se takođe može primeniti na višim nivoima. Prestanak dojenja potreban je samo 1 ili 2 dana, a majku treba stimulisati da nastavi redovno da izmuzava mleko kako bi mogla nastaviti sa dojenjem čim nivo bilirubina kod deteta počne opadati. Takođe bi trebalo sprečiti da hiperbilirubinemija ne prouzročila nikakvu štetu i da se može sigurno što je moguće pre nastaviti sa dojenjem. Nije preporučljivo dodavati vodu ili dekstrozu jer to može poremetiti majčinu proizvodnju mleka.

### Konačna terapija
Konačna terapija hiperbilirubinemije uključuje; fototerapiju i eksangvinotransfuziju.

#### Fototerapija
Fototerapija je danas deo standardne nege, a izvodi se najčešće primenom fluorescentne bele svetlosti. Fototerapija koristi svetlo za fotoizomerizaciju nekorigogovanog bilirubina u oblike koji su rastvorljivi u vodi i mogu se brzo izlučiti jetrom i bubrezima bez glukuronidacije.
Metoda omogućava definitivno lečenje hiperbilirubinemije novorođenčadi i prevenciju kernikterusa.
Za novorođenčad rođenu na gestaciji od ≥ 35 nedelje fototerapija je opcija izbora kada je nekorigovgovani bilirubin > 12 mg/dL (> 205,2 mcmol/L), a može se naznačiti i kada je nekorogovani bilirubin > 15 mg dL (257 mcmol/L) na 25 do 48 h, 18 mg/dL (308 mcmol/L) na 49 do 72 časa, i 20 mg /dL (342 mcmol/L) na > 72 časa.
Fototerapija nije indikovana za korigovanu hiperbilirubinemiju.
Za novorođenčad rođena u trudnoći manjoj od 35 nedelje, nivo bilirubina u pragu za lečenje je niža, jer su prevremeno rođena deca u većoj opasnosti od neurotoksičnosti. Što je novorođenče više prevremeno, niži je prag bilirubina za lečenje (vidi tabelu).

#### Eksangvinotransfuzija
Eksangvinotransfuzija ili zamenska transfuzija, je terapijska metoda kojom se može brzo ukloniti bilirubin iz cirkulacije. Indikovana je kod teške hiperbilirubinemije, koja se najčešće javlja imunološki posredovanom hemolizom.
U ovoj metodi male količine krvi se povlače i zamenjuju putem katetera iz pupčane vene ili drugim dostupnim pristupom za uklanjanje delomično hemoliziranog i antititelima obloženih eritrocita, kao i cirkulišućih imunoglobulina. Krv se menja nepokrivenim donorima eritrocita koji nemaju antigen eritrocitne membrane koji veže antitela u cirkulaciji (krv tipa „O” koristi se ako je novorođenčad osetljiva na AB antigene, a koristi se Rh-negativna krv ako je novorođenčad osetljiva na Rh antigen).
Budući da kod odraslih donora eritrocit ima više mesta antigena ABO u odnosu na ćelije ploda, transfuzija specifična za taj tip će pojačati hemolizu. Samo nekonjugovana hiperbilirubinemija može uzrokovati kernikterus.
Za novorođenu decu specifične indikacije su:
- serumski bilirubin ≥ 20 mg/dL (≥ 342 mcmol/L) u roku od 24 do 48 h ili ≥ 25 mg/dL (≥ 428 mcmol/L) na > 48 h
- neuspeh fototerapije, koji rezultuje padom serumskom bilirubina za 1 do 2 mg/dL (17 do 34 mcmol/L) unutar 4 do 6 časa od početka
- kod prvih kliničkih znakova kernikterusa, bez obzira na nivo bilirubina.

Ako je nivo bilirubina u serumu > 25 mg/dl (≥ 428 mcmol/L), kada je novorođenče je u početku ispituje, priprema za zamensku transfuziju treba napraviti u slučaju intenzivne fototerapija koja smanjuje nivo bilirubina.
Danas su predloženi su pragovi za novorođenče staro do 35 nedelja (vidi tabelu ispod), a ranije su neki kliničari koristili kriterijume koji su se zasnivali isključivo na težini pacijenta..
Najčešće se 160 ml/kg (dvostruko u novorođenčetovoj ukupnoj količini krvi) upakovanih eritrocita zamenjuje tokom 2 do 4 časa; alternativa je dati 2 uzastopne zamene od 80 ml/kg svaka u trajanju od 1 do 2 časa. Da bi se obavili razmena, povlači se volumen krvi i potom odmah zamenjuje transfuziranom krvlju. Zapremina svakog od njih može varirati zavisno od veličine novorođenčeta, ali količine su obično blizu 20 ml za novorođenčad. Ovaj postupak se ponavlja sve dok se ne razmeni ukupna željena zapremina. Za kritično bolesne ili nedonoščad koriste se alikvoti od 5 do 10 ml kako bi se izbegle nagle velike promene u količini krvi.
Cilj je smanjiti bilirubin za gotovo 50%, uz saznanje da se hiperbilirubinemija može oporaviti na oko 60% nivoa pre transfuzije u roku od 1 do 2 časa. Takođe je uobičajeno sniziti ciljni nivo za 1 do 2 mg/dL u uslovima koji povećavaju rizik od kernikterusa (npr sepsa, acidoza). Zamensku transfuziju ponekad je potrebno ponoviti ako nivo bilirubina ostane visok.
Kako postoje rizici i komplikacije u postupku zamenske transfuzije, sve veći uspeh fototerapije smanjio je učestalost primene zamenske transfuzije.
| Gestacijsko doba (wk) | Fototerapija (ukupni bilirubin u serumu, mg/dl [mcmol/L]) | Eksangvinotransfuzija (ukupni bilirubin u serumu, mg/dl [mcmol/L]) |
| --------------------- | --------------------------------------------------------- | ------------------------------------------------------------------ |
| < 28                  | 5–6 [86–103]                                              | 11–14 [188–239]                                                    |
| 28 do < 30            | 6–8 [103–137]                                             | 12–14 [205–239]                                                    |
| 30 do < 32            | 8–10 [137–171]                                            | 13–16 [222–274]                                                    |
| 32 do < 34            | 10–12 [171–205]                                           | 15–18 [257–308]                                                    |
| 34 do < 35            | 12–14 [205–239]                                           | 17–19 [291–325]                                                    |

## Spoljašnje veze
|  | Molimo Vas, obratite pažnju na važno upozorenje u vezi sa temama iz oblasti medicine (zdravlja). |